# Per Becker
Per Becker, född 1974, är professor i risk och hållbarhet vid Lunds universitet. Han har under sin karriär även arbetat i både privat och offentlig sektor, för kommunal räddningstjänst, för nationella myndigheter och för internationella organisationer. 
Per Becker har disputerat i två olika ämnen från olika vetenskapliga områden. Han disputerade 2010 i ingenjörsvetenskap med avhandlingen Grasping complexity: analysing risk for sustainable development och 2021 i sociologi med avhandlingen On the governmentalization of sustainability: the case of flood risk mitigation in Sweden. Per Becker är även extraordinär professor vid North-West University i Sydafrika och affilierad till University of Glasgow i Skottland. 
Utöver vetenskapliga tidskriftsartiklar, bokkapitel, och konferensbidrag, har Per Becker författat eller varit redaktör för flera böcker. Bland annat har han skrivit en monografi med titeln Sustainability Science: Managing Risk and Resilience for Sustainable Development (2014) som ges ut av Elsevier, samt varit redaktör för ett samlingsverk, tillsammans med Susann Baez Ullberg, med titeln Katastrofriskreducering: perspektiv, praktik, potential (2016) som ges ut av Studentlitteratur.
Per Becker har varit aktiv att kommunicera angående frågor om risk och hållbarhet genom massmedia och tillägnades 2014 ett avsnitt av Sveriges Radio P1:s Vetenskapsradion Forskarliv. Han har skrivit debattartiklar för DN Debatt och Di Debatt och bidragit med en rad intervjuer i tidningar och radio både i Sverige och utomlands.